# 加爾滕群島
66°23′S 56°25′E / 66.383°S 56.417°E
加爾滕群島（Galten）是南極洲的群島，處於戴維斯角以西19公里的馬格尼特灣東部，根據挪威製圖師拍攝的空中照片繪入地圖，現時由南極條約體系管理。